# كورسيليس لي كومت
كورسيليس لي كومت (بالفرنسية: Courcelles-le-Comte)‏ هي بلدية تقع في إقليم باد كاليه من منطقة نور با دو كاليه في شمال فرنسا. تبلغ مساحة هذه المدينة 7.94 (كم²)، وترتفع عن سطح البحر 112 م، يبلغ عدد سكانها 421 نسمة حسب إحصاء المعهد الوطني للإحصاء والدراسات الاقتصادية سنة 2009 م. وترأس Jean-Noël Ménage البلدية خلال فترة (2008-2014).